# Ceratosporella novae-zelandiae
Ceratosporella novae-zelandiae är en svampart som beskrevs av S. Hughes 1971. Ceratosporella novae-zelandiae ingår i släktet Ceratosporella, divisionen sporsäcksvampar och riket svampar.   Inga underarter finns listade i Catalogue of Life.